# Мендельсон Міра Олександрівна
Мендельсон Міра Олександрівна (8 січня 1915 року, Київ — 8 червня 1968 року, Москва, СРСР) — радянський літератор, друга дружина композитора Сергія Прокоф'єва, співавтор лібрето опер «Заручини в монастирі», «Війна і мир» і «Повість про справжню людину», балету «Кам'яна квітка».

## Біографія
Міра Мендельсон народилася в Києві в єврейській родині. Батьки — старий більшовик, економіст, професор Інституту народного господарства імені Г. В. Плєханова Абрам Соломонович Мендельсон (1885—1968) і Віра (Двейра, Дора) Натанівна Мендельсон. Міра отримала освіту в Москві, де закінчила Літературний інститут як перекладачка англійської мови.
Влітку 1938 року в Кисловодську Міра Мендельсон, студентка Літінституту, познайомилася з відпочиваючим там Сергієм Прокоф'євим. Згодом знайомство перейшло в роман. Прокоф'єв залишив сім'ю і з березня 1941 року ніколи не розлучався з Мендельсон. Роки війни провела разом з Прокоф'євим в евакуації в Нальчику і Тбілісі в 1941 році, в Алма-Аті в 1942 році, потім в Пермі. Міра була поруч з композитором як домашній лікар. Останні роки життя композитора подружжя мешкало в комунальній квартирі в проїзді Художнього театру, будинок 6/5, де батьки Мендельсон проживали у двох кімнатах з трьох. У 2008 році в цій квартирі було відкрито музей С. С. Прокоф'єва.
У 1956 році з таборів ГУЛАГу повернулася перша дружина Ліна Іванівна Прокоф'єва і в 1957 році за підтримки Т. М. Хреннікова в судовому порядку домоглася відновлення своїх прав дружини і спадкоємиці композитора. У 1958 році при повторному судовому розгляді, на якому свідками були присутні Кабалевський, Шостакович, Заславський, Хренніков, шлюб Міри Олександрівни з Сергієм Сергійовичем Прокоф'євим також був визнаний. Мендельсон-Прокоф'єва померла в Москві від серцевого нападу 8 червня 1968 року. Згідно написаної С. С. Прокоф'євим записки з власним підписом М. Прокоф'єва (Мендельсон) була похована поруч з композитором на Новодівичому цвинтарі.
Композитор присвятив М. А. Мендельсон свою Восьму сонату.

## Творчість
У 1940 році Міра Мендельсон зацікавила Сергія Прокоф'єва сюжетом комедії Р. Б. Шерідана «Дуенья». Вона брала участь в підготовці лібрето до опери «Заручини в монастирі», в якій стала автором віршованих текстів. Вона є співавторкою лібрето опер «Війна і мир» і «Повість про справжню людину» (обидва з С. Прокоф'євим), а також балету «Кам'яна квітка» (з Л. М. Лавровським).
На слова Міри Мендельсон Сергій Прокоф'єв написав кілька пісень: «Сміливо вперед» увійшла в «Сім пісень для голосу і фортепіано», op. 79 (1939); «Клятва танкіста», «Син Кабарди», «Подруга бійця», «Фріц», «Любов воїна» «Сім масових пісень для голосу з фортепіано», ор. 89 (1941—1942). Пізніше дві кращі пісні циклу — «Подруга бійця» і «Любов воїна» — стали основою «Пісні Ольги» з другої картини опери «Повість про справжню людину». Н. Я. Мясковський написав «Зошит лірики», шість романсів для високого голосу з фортепіано, op. 72, чотири з них на вірші М. А. Мендельсон і два з Р. Бернса в її ж перекладі.
Крім цього Сергій Прокоф'єв також писав про спільну c Мірою Мендельсон роботі над лібрето до нездійсненого задуму опери «А у шаха є роги».
Після смерті композитора Міра Прокоф'єва займалася збереженням його архіву. Залишила важливі для дослідження життя і творчості С. С. Прокоф'єва спогади і щоденники, перше повне видання яких вийшло в 2012 році. А. С. Мендельсон, батько Міри Олександрівни, залишив неопубліковані короткі мемуари «Зі спогадів про композитора Сергія Сергійовича Прокоф'єва».

## Публікації
- Мендельсон-Прокоф'єва М. А. Про Сергія Сергійовича Прокоф'єва. Спогади. Щоденники (1938—1967) — М.: Композитор, 2012. — 632 с. — ISBN 978-5-4254-0046-8.